# 3138 Ciney
3138 Ciney este un asteroid din centura principală, descoperit pe 22 mai 1980 de Henri Debehogne.